# Buquoyové
Buquoyové jsou starý francouzský rod z hrabství Artois, který se původně psal de Longueval či de Vaux a Bucquoy. (V českém prostředí se neujala výslovnost podle původní francouzské výslovnosti ([bykua]), ale jméno se četlo podle obvyklé české výslovnosti [bukvoj].) V 16. století se hrabství Artois stalo součástí Španělského Nizozemí, kde byl Maxmilián z Longuevalu roku 1580 povýšen do hraběcího stavu. Jeho syn, císařský generál Karel Bonaventura hrabě Buquoy přišel do Čech s katolickými vojsky v roce 1618, v době třicetileté války, a v únoru 1620 dostal zkonfiskovaný majetek Petra ze Švamberka jako úhradu císařova dluhu za nevyplacený žold. Založil tak českou větev rodu a úspěšně vedl císařská vojska v bitvě na Bílé hoře. Od počátku 18. století pak tento prohabsburský rod stále více přesouval svůj zájem z držav ve Španělském Nizozemí na majetky ve střední Evropě, a v Českém království se tak Buquoyové stali jedním z nejvýznačnějších rodů.

## Sire de Longueval

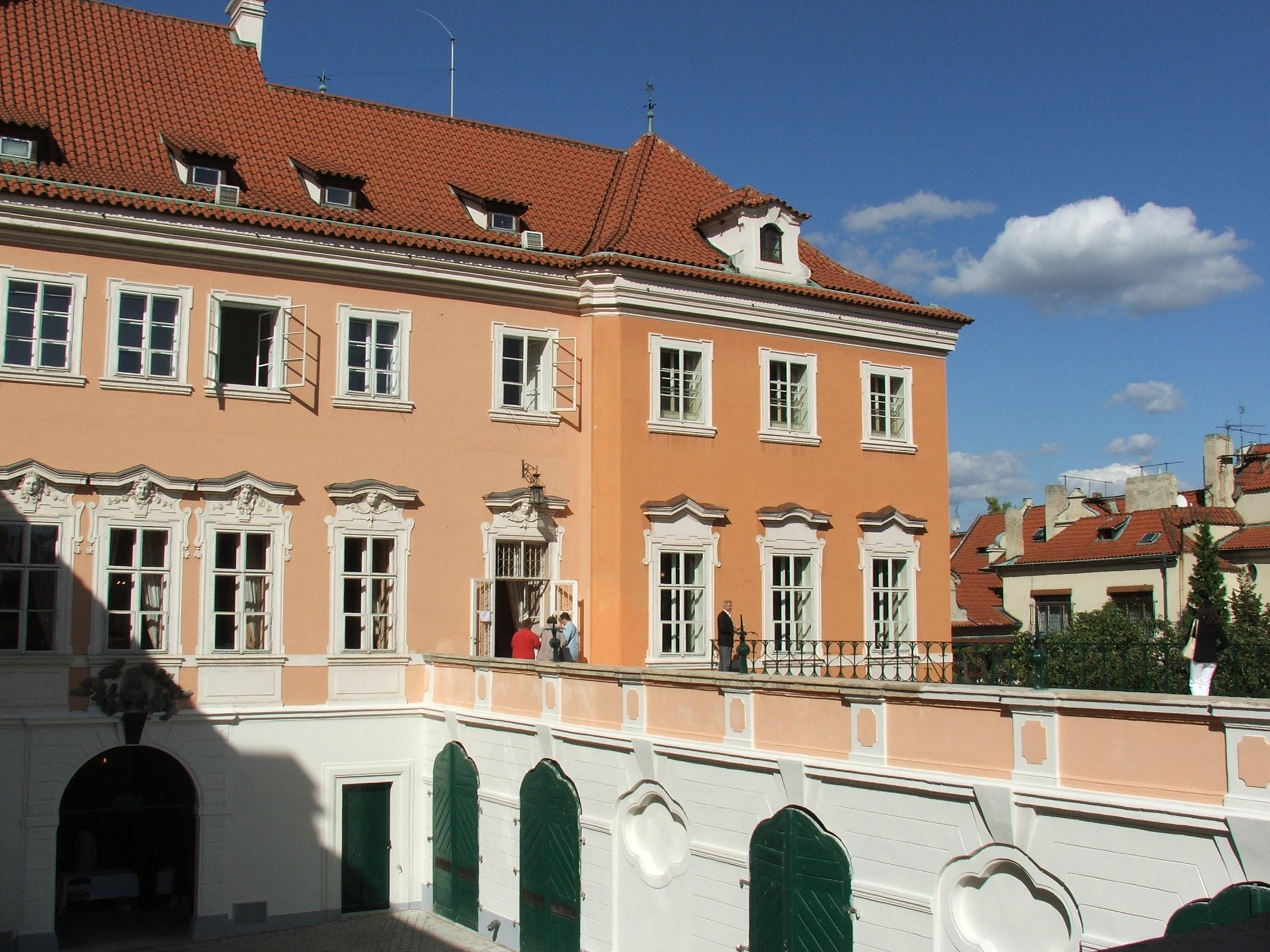
Buquoyský palác v Praze, dnes sídlo francouzského velvyslanectví

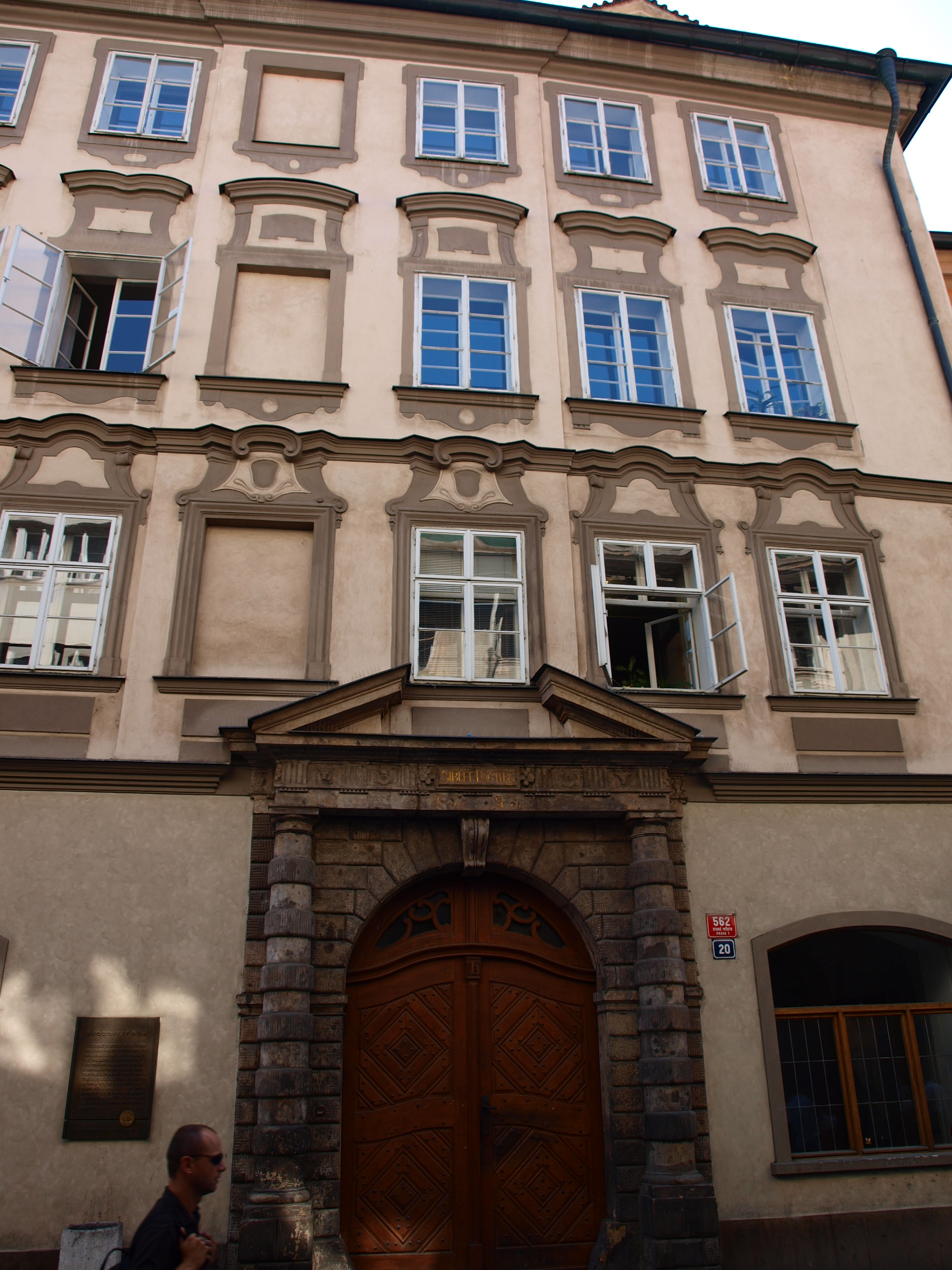
Starý Buquoyský palác v Celetné ulici na pražském Starém Městě

Rodové jméno de Longueval má rod podle hradu a malé vsi Longueval nedaleko Amiensu.
Bucquoy je jméno francouzské obce nedaleko od města Bapaume, ale také jméno panství Grand-Bucquoy a Petit-Bucquoy, která zakoupil roku 1567, resp. 1580 pán Maximilien de Longueval, 5. baron de Vaulx a která byla královským listem Filipa II. Španělského, daným v Badajozu 20. června 1580, povýšena na hrabství Bucquoy.

## Rytíři de Longueval
Prvním známým členem rodu je Arthus sire de Longueval žijící mezi lety 1070–1097. Od tohoto zakladatele rodu pochází všechny větve dodnes žijících pánů de Longueval např. von Buquoy z Českého království, de Bucquoy z Pikardie, de la Barre z Flander, le Bossu a d'Escoivre z Artois a jejich linie de Thenelles, de Brache, d'Haraucourt, de Penin et la Vasserie a další. Přirozeně vzhledem ke stáří rodu se vynořili první páni z Longuevalu z temnot dějin, jak vyplývá z historických dokumentů archivovaných v Lille a Arrasu (severní Francie) v roli rytířů vlastnících malou tvrz Longueval a dvě vesnice Longueval a Framerville. …bastions d'entré d'une fortification. Česky: „…tvrz obehnaná hradbou“.

## Baroni de Vaux
Prvním baronem de Vaux se stal Hugues de Longueval 16. května 1444 a to koupí feudální baronie Vaulx od paní Jeanne de Gonnelieu, rozené de Vaulx. Protože baron Hugues umřel bezdětný, odkazal baronii Vaulx 24. července 1458 svému synovci Jeanu de Longueval (1438–1499), pánu na Héninel, Villers-au-Flos, Belloy, Cappy a Cramailles, vikomtu de Verneuil, kancléři a komořímu vévody Burgundského, guvernéru Bapaume, důstojníku Miláňanů, kapitánu lučištníků Antonína Burgundského. Vlastnictvím feudální baronie se majitel baronie automaticky tituloval titulem baron, tedy „sire de Longueval, baron de Vaulx“ (starší forma je „Vaulx“ (Artois, oblastní archiv Arras)).
První syn Jeana de Longueval, Adrien (1487–1524), založil linii de Vaulx, pozdějších hrabat de Bucquoy a nejmladší syn Philippe (1490–1547) linii pozdějších markýzů d'Haraucourt. Ve 2. polovině 15. století byl rod původních rytířů de Longueval rozvětven do pěti linií, linie baronů de Vaux již 3 generace v kolébce rodu Longuevalu nesídlila. Patřilo jim panství Vaulx, Héninel, Villers-au-Flos a [Cappy]. Společenským vzestupem a vhodnými sňatky se dostali na elitní pozice kancléřů a komořích Burgundských vévodů, byli vysokými vojenskými a správními hodnostáři v Arrasu, Bapaume a Mons.
Baronii Vaux prodal Charles Emmanuel, 2. kníže de Longueval, 7. hrabě de Bucquoy (1690), baron de Vaulx, (1674 – 4. březen 1703), pán na Nových Hradech, Rožmberku, Libějovicích, Žumberku, Cuknštejnu, Farciennes, Achiet-le-Petit a Bucquoy roku 1700 markýzi de Noyelles z důvodu těžké finanční situace způsobené konfiskacemi majetků rodu ve francouzském království poté, kdy po španělsko-francouzských válkách Pyrenejskou smlouvou (1659) musel Španělsko odstoupit z území Španělského Nizozemí, hrabství Artois, některé vlámské okresy a některé okresy Henegavska a Lucemburska Francouzskému království - "...la France obtient le comté d'Artois (sauf Aire et Saint-Omer), les places flamandes de Bourbourg, Gravelines et Saint-Venant, celles en Hainaut de Avesnes, Landrecies et Le Quesnoy, et au Luxembourg, celles de Damvillers, Montmédy et Thionville."

## Hrabata de Bucquoy, von Buquoy
Maximilien de Longueval (16. dubna 1537, Arras – 29. listopadu 1581, bitva u Tournai) byl 5. baronem de Vaulx, guvernérem Arrasu a Mons, ministrem financí Španělského Nizozemí, státním kancléřem (1578), kapitánem valonské kompanie a vyslancem španělského krále Filipa II. Roku 1567 koupil panství Grand Buquoy a v roce 1580 panství Petit Bucquoy. Nobilitační listinou Filipa II. španělského z 20. června 1580 byl povýšen do hraběcího stavu "conde de Bucquoy" ve Španělském Nizozemí. Dnes žijící potomci rodu získali potvrzení hraběcího stavu "Graf von Buquoy" v rakouských zemích nobilitační listinou ze dne 5. října 1703 pro Karla Kajetána, 9. hraběte de Bucquoy (1717), mylně uváděného jako dědičného císařského hofmistra či nejvyššího hofmistra Království českého, tuto hodnost však získal až dosáhl jeho syn František Leopold. (25. srpen 1676 – 2. září 1750).

## Knížata de Longueval
Vnuk císařského generála Charlese Bonaventury Charles Philippe, 6. hrabě de Bucquoy (1687), (1636 – 1. prosinec 1690), plukovník jízdy španělského krále a rytíř Řádu calatravských rytířů, byl povýšen do knížecího stavu Španělského Nizozemí královským diplomem daným v Madridu 1. června 1688, uznáným pro Rakousko v roce 1689, avšak už jeho synem Karlem Emmanuelem, 2. knížetem de Longueval, 7. hrabětem de Bucquoy (1690) (1674 – 4. březen 1703, Vídeň) knížecí linie rodu vymřela.

## Buquoyové v Čechách

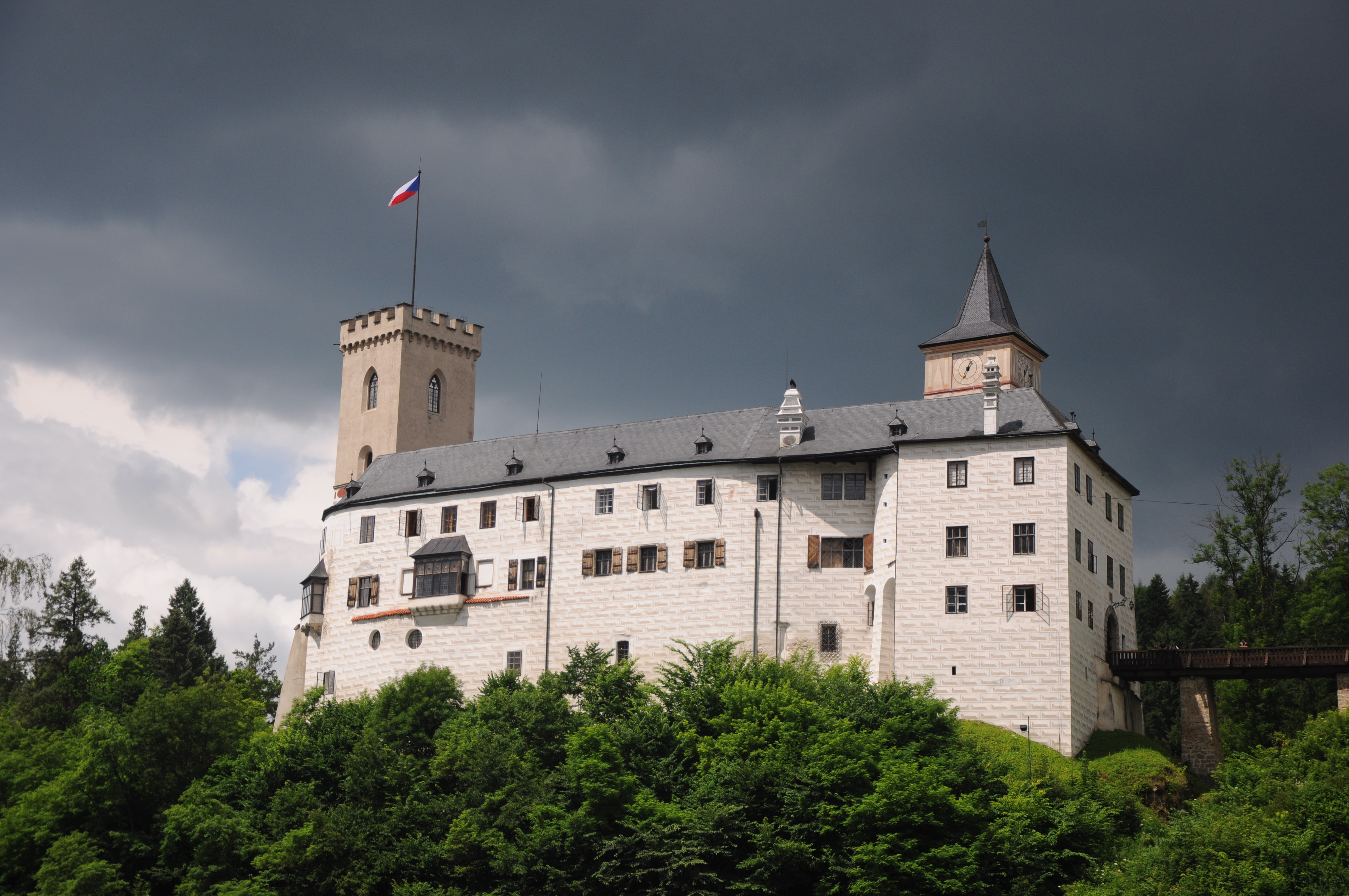
Hrad Rožmberk nad Vltavou

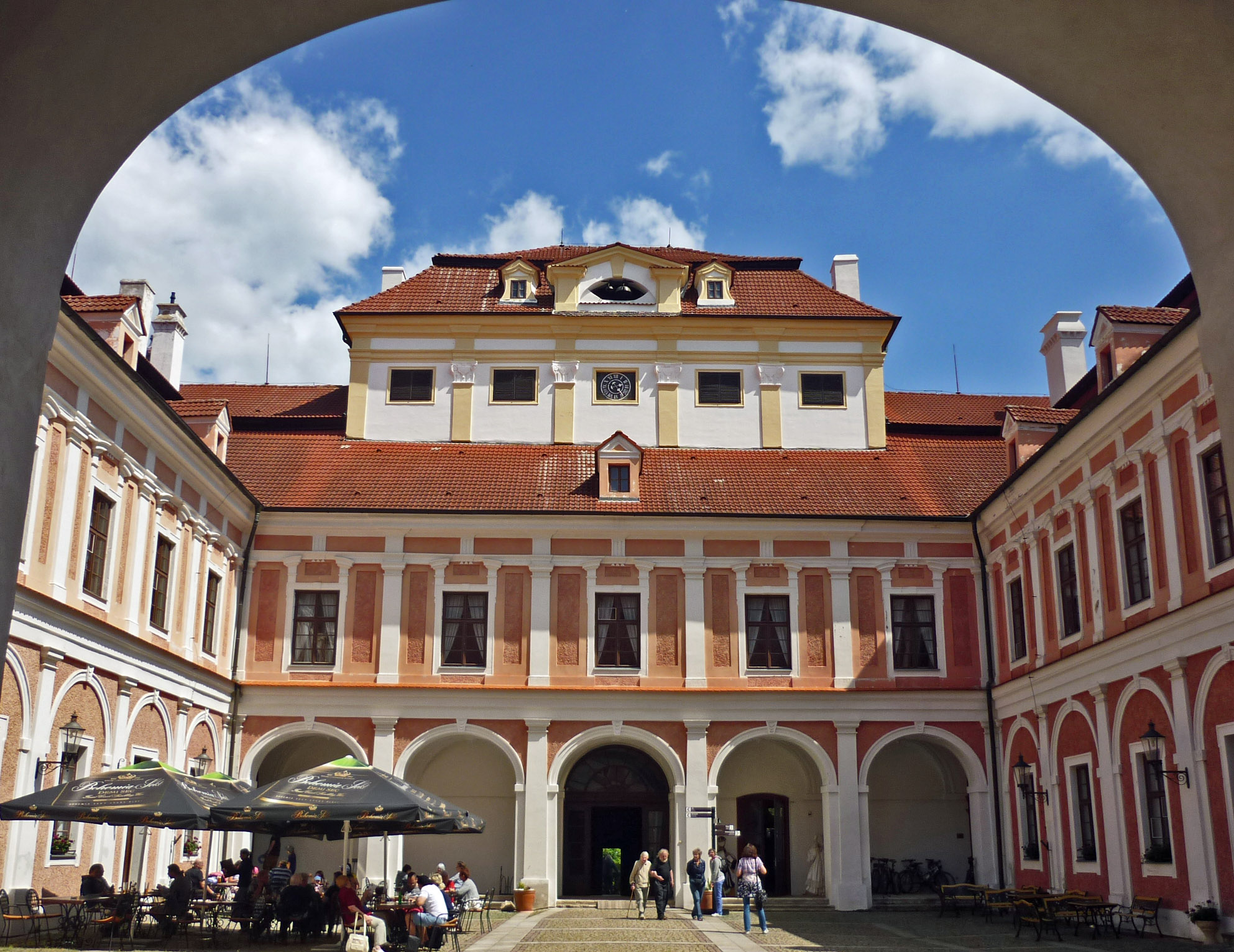
Zámek Červený hrádek

Prvním členem rodu, který do Čech v roce 1618 přišel, byl císařský generál Karel Bonaventura Buquoy (1571–1621). Narodil se v rodinném paláci v Arrasu, vystudoval universitu v Douai a po skončení studií se stal komorníkem na královském dvoře v Madridu. Už jako devatenáctiletý se zúčastnil bojů a ve 25 letech velel vlastnímu oddílu valonských pěšáků. Roku 1597 úspěšně bránil Arras proti nizozemským povstalcům. Roku 1598 byl jmenován guvernérem Emmerichu v Porýní, kde byl zajat Nizozemci a prodán zpět rodině za výkupné 20 000 dukátů. Ve 32 letech byl generál-kapitánem dělostřelectva a spravoval značný rodinný majetek na 12 panstvích. 15. června 1606 se oženil s Marií Magdalenou di Biglia (1573–1654), dcerou hraběte di Saronno a jeho choti Giustiny Visconti, hraběnky Carbonaro. Nevěsta dostala od své rodiny obrovské věno 55 000 zlatých a panství Farciennes  ve vévodství Lutych. Roku 1613 byl Charles Bonaventura jmenován velkým bailli a suverénním velitelem provincie Hainaut a dostal Řád zlatého rouna  jako 327. rytíř řádu. Roku 1614 vstoupil do rakouských služeb a 15.7.1618 převzal vrchní velení císařské armády v hodnosti polního maršála. V červnu 1619 porazil Petra ze Švamberka († 1620), jednoho ze třiceti protestantských zemských direktorů.n Dne 6. února 1620 – tedy 9 měsíců před bitvou na Bílé hoře — darovací listinou císaře Ferdinanda II. psanou česky písařem Fabriciem, vlastnoručně signovanou císařem a kontrasignovanou kancléřem Zdeňkem Vojtěchem Popelem z Lobkovic, získal polní maršál hrabě Bucquoy jako náhradu za dlužné peníze a nevyplacený žold pro své vojáky od roku 1618 panství Nové Hrady, Rožmberk a Libějovice a statky Žumberk, Chválkov a Cuknštejn z bývalého Švamberského majetku.
Charles Bonaventura zemřel 10. července 1621 ve věku 50 let u pevnosti Érsekújvár (Nové Zámky) v bitevní šarvátce.
O sto let později se Buquoyové dostali do tak silných finančních nesnází, že byli nuceni vyhlásit roku 1732 bankrot a se splácením dluhů měli potíže ještě několik dalších desetiletí.

## Pohřebiště Buquoyů vČechách
- Kostel svatého Mikuláše (Rožmberk nad Vltavou), je zde pochován velitel císařských vojsk v třicetileté válce generál Karel Bonaventura Buquoy
- Podzemní hrobka (krypta) z roku 1648, uprostřed presbytáře kostela sv. Petra a Pavla v Nových Hradech
- Buquoyská hrobka - neogotická hrobka typu kaple z let 1902–1904, na hřbitově v Nových Hradech podle projektu pražského architekta Josefa Schulze.

## Majetkové poměry rodu v18.–20. století
Krátce před smrtí knížete Emmanuela roku 1703 byl prodán Vaux nemanželskému synovi krále Ludvíka XIV. a markýzy de Montespan, panství Petit Buquoy, Achiet le Petit a domy v Arrasu byla odstoupena věřitelům (rodinám de Mullet a de Lattre). Dělení majetku po smrti knížete znamenalo přechod panství Farciennes a Grand Bucquoy na sestru knížete, provdanou hraběnku Waldstein, pro finanční vypořádání členů rodiny byla prodána Porceauville, Buisseaux au Vale, Bergaigne d'Arras a lesní hospodářství de Riaval a Rossignol. V období francouzské revoluce byl majetek rodu, stejně tak jako jiných velkých soukromých vlastníků, poničen, zámky a budovy vydrancovány, takže řada z nich zcela zanikla.
V Rakousko-Uhersku patřilo rodu 6 domů ve Vídni a panství Nové Hrady, Rožmberk a Libějovice. Císařská obligace na 200 000 zlatých z roku 1623 nebyla rodině nikdy vyplacena. Nákladná stavební činnost hraběte Alberta Karla přivodila hromadění dluhů a tak jeho syn zdědil dluh 150 000 zlatých přičemž ještě musel vyplatit tchyni a dcery. Sám však také nijak nešetřil a v roce 1732 musel vyhlásit bankrot, neboť dluhy činily 719 499 zlatých oproti aktivům ve výši 824 000 zlatých. Císař Karel VI. uvalil na buquoyský fideikomis nucenou správu. Hrabě František Leopold přebral fideikomis roku 1740, začal hospodařit a splácel dluhy. Vyplatil bratra a roku 1756 věřitelům dlužil 398 644 zlatých. Roku 1801 prodali Buquoyové panství Libějovice Schwarzenbergům za převzetí dluhů a 300 000 zlatých. Tento prodej a dále sňatek hraběte Jiřího Františka roku 1806 s dědičkou panství Červený Hrádek na Chomutovsku, hraběnkou Rottenhanovou, konečně stabilizoval finanční situaci rodu. Hrabě Jiří František vzorným hospodařením v 19. století majetek rodu dále rozšířil o panství Hauenštejn, Měděnec a Přísečnice.
Podle Schematismu velkostatků v Království českém z roku 1906 patřilo rodu hrabat Buquoy panství Nové Hrady, Rožmberk a Přísečnice o rozloze 25 278 ha, z toho 20 842 ha lesů, a dále panství Hauenštejn o rozloze 2 584 ha, z toho 2 255 ha lesů.
Hospodaření panství bylo narušeno pozemkovou reformou ve 20. letech 20. století. Tehdy stát rodině zkonfiskoval 9558 ha především lesních pozemků (což je paradox, neboť účelem této pozemkové reformy mělo být přidělení půdy drobným zemědělcům tak, aby mohli samostatně hospodařit. O „smysluplnosti“ této reformy viz historik Josef Pekař - Omyly a nebezpečí pozemkové reformy. Praha 1923) : z toho 4793 ha na panství Nové Hrady, 194 ha na panství Rožmberk, 4327 ha na panství Přísečnice, 245 ha na panství Hauenštejn.
Zbytek majetku byl zkonfiskován rodině 6. října 1945 na základě tzv. Benešových dekretů neboť novohradská větev se přihlásila k německé národnosti. Posledním majitelem velkostatku byl Karel Jiří, 15. hrabě z Buquoy (9. března 1885–17. května 1952), který zemřel po delší nemoci ve vězeňské nemocnici.

## Rodokmen
Poslední potomci rodu hrabat Buquoyů dle genealogických stránek Miroslava Marka  a Vincenta d'Hornes , linie a1 je linie Nové Hrady, Rožmberk a linie a3 je linie Hauenštejn.
- a1. hrabě Karel Jiří Jindřich Maria Ferdinand Josef (Karl-Georg Heinrich Maria Ferdinand Joseph, * 9. března 1885 ve Vídni – 17. května 1952 ve vězeňské nemocnici Brno-Mírov) 
 s. Vídeň 7. července 1914
hraběnka Marie Valerie Kinská z Vchynic a Tetova (* 28. srpna 1896 – 24. ledna 1963)
  - b1. hrabě Ferdinand Karl Bonaventura Antonius Markus Maria (* Vídeň 25.4.1915 + Kreuth 29.4.1986) 
 s. Karlovy Vary 23.3.1940
hraběnka Charlotte Franziska von Ledebur-Wicheln (* Heřmanův Městec 26.7.1913 + Rottach-Egern 11.11.1994)
    - c1. hrabě Michael Carl Maria (* Praha 12.1.1941) 
 s. Kloster Andechs 29.4.1972
Carlotta Hilda Brunetti (* Milán 12.6.1949)
      - d1. Nicholas (* Mnichov 23.8.1976)
      - d2. Flora (* Mnichov 11.5.1979)

    - c2. hraběnka Maria Charlotte Therese (* Praha 13.10.1942 + 12.12.2000) 
 s. Bad Wiessee 7.5.1966 (rozv.1981)
 hrabě Benedikt von und zu Hoensbroech (* Kolín nad Rýnem 2.7.1939)
    - c3. hrabě František Hubertus Maria (* Praha 12.10.1944) 
 s. Neuburg 13.7.1973
 hraběnka Carla du Moulin-Eckart (* Neuburg 13.11.1950)
      - d1. Alice (* Mnichov 27.8.1980)
      - d2. Felix (* Mnichov 25.1.1994)

  - b2. hraběnka Henriette Marie Valerie Bonaventura Antonius Dominika Romana (* Nové Hrady 4.8.1917 + Krumbach 3.3.1967) 
1.s. Nové Hrady 28.4.1941
 hrabě Johannes Adam von Ledebur-Wicheln (* Vídeň 18.2.1916 + Körsör 21.5.1945)
 2.s. Wallerstein 18.6.1950
 kníže Wolfgang Maria zu Öttingen-Öttingen und Öttingen-Wallerstein (* Mnichov 1.8.1924 + zámek Seyfriedsberg 4.4.2001)
  - b3. hrabě Karl Albert Heinrich Maria Bonaventura Antonius Petrus (* Nové Hrady 19.10.1918 + Markdorf 24.2.1955)
  - b4. hrabě Johannes Ulrich Karl Bonaventura Antonius Maria (* 8.12.1925 Vídeň + křižník Scharnhorst 26.12.1943)
  - b5. hrabě Rudolf Hubert Bruno Karl Bonaventura Antonius Maria (* Nové Hrady 6.10.1927 + Bonn 5.4.1995) 
 s. Haus Assen 12.7.1956
 hraběnka Hedwig Maria Antonia von Galen (* Neuengraben 8.2.1934)
    - c1. hraběnka Johanna Maria Fernande Huberta Theresia Bernadette (* Bonn 1.8.1957) 
 s. 1990
 Alexis von Aminoss (* 30.10.1957)
    - c2. hraběnka Maria Bernadette Henriette Fernande Martina Huberta (* Bonn 5.11.1958)
    - c3. hrabě Carl Georg Maria Christoph Bernhard Hubertus Jakobus Bonaventura (* Bonn 20.7.1961)
    - c4. hrabě Markus Christoph Hubertus Karl Bonaventura Maria (* Bonn 20.5.1963)
- a2. hraběnka Therese Sophie Julie Henriette Marie (* Rosenberg (Olesno), Horní Slezsko 4.6.1888 + Mnichov 5.11.1968)
- a3. hrabě Heinrich Albert Joseph Maria (* Hauenštejn/Horní Hrad 6.9.1892 + Laupheim 21.12.1959) 
 s. Vernéřov 16.7.1941
 hraběnka Maria Anna Korb von Weidenheim (* Vernéřov 25.5.1908 + Feldkirchen bei Westerham 2.9.1975)
  - b1. hraběnka Margarete Hedwig (* Karlovy Vary 1.5.1942)
  - b2. hraběnka Sophie Therese (* Karlovy Vary 9. března 1944) 
 s. Feldkirchen bei Westerham 20.12.1971
Roland Sequira (* Bombay 16. ledna 1937)
- a4. hrabě Ferdinand Philipp Georg Maria Heinrich (* Hauenštejn/Horní Hrad 5. února 1896 + Neustadt/Saale 30. září 1975)

## Významné osobnosti rodu hrabat Buquoyů vČechách
- František Leopold ( (29. listopadu 1703 Vídeň – 10. října 1767 Praha), nejvyšší zemský maršálek Českého království od roku 1747, v letech 1749–1757 nejvyšší zemský komorník a konečně v letech 1757–1767 nejvyšší zemský hofmistr, nositel Řádu zlatého rouna.
- Johann Nepomuk Josef (německy Johann Nepomuk Joseph von Buquoy, 28. června 1741 v Praze – 12. dubna 1803 tamtéž), syn Františka Leopolda Longueval-Buquoye (1703–1767) a Gabriely Johanny Herminy z Roggendorfu (1717–1790). Botanik a filantrop a zakládal ústavy pro chudé a nemocné a školy. Roku 1756 zřídil pod Novými Hrady, přírodní park a nazval jej „Tereziino údolí“ po své manželce.
- Jiří František August (Georg Franz August; 7. září 1781 Brusel – 19. dubna 1851 Praha) syn Leopolda Alberta Longueval-Buquoye (1744–1795) a Adélaïdy Jeanne de Preud'homme d'Hailly (1717 - ?), bratr malíře Ludvíka Arnošta. Český zemský vlastenec, v roce 1848 člen Národního výboru, vynikající vědec, národohospodář, podnikatel a vynálezce. Dokončil přestavbu zámku Rožmberk a výstavbu empírového zámku na Nových Hradech. Založil první přírodní rezervace v Čechách - Žofínský prales a prales Hojná Voda. Na Červeném Hrádku dal v letech 1811–1814 zbudovat dva dřevěné parní stroje podle vlastního návrhu - v Čechách vůbec poprvé. Zmodernizoval výrobu křišťálového skla, vynalezl černé hyalitové sklo. Věnoval se také ekonomické teorii, homeopatii, přírodní filosofii a poezii.
- Ludvík Arnošt (Ludwig Ernst; 26. prosince 1783 Brusel – 14. února 1834 Vídeň) byl syn Leopolda Alberta Longueval-Buquoye (11. 12. 1744 Nové Hrady – 18. 7. 1795) a Adélaïdy Jeanne de Preud'homme d'Hailly (1717 – ?) a bratr Jiřího Františka Augusta. Byl známým malířem romantických krajin první třetiny 19. století. Maloval zvláště motivy z Buquoyských panství.

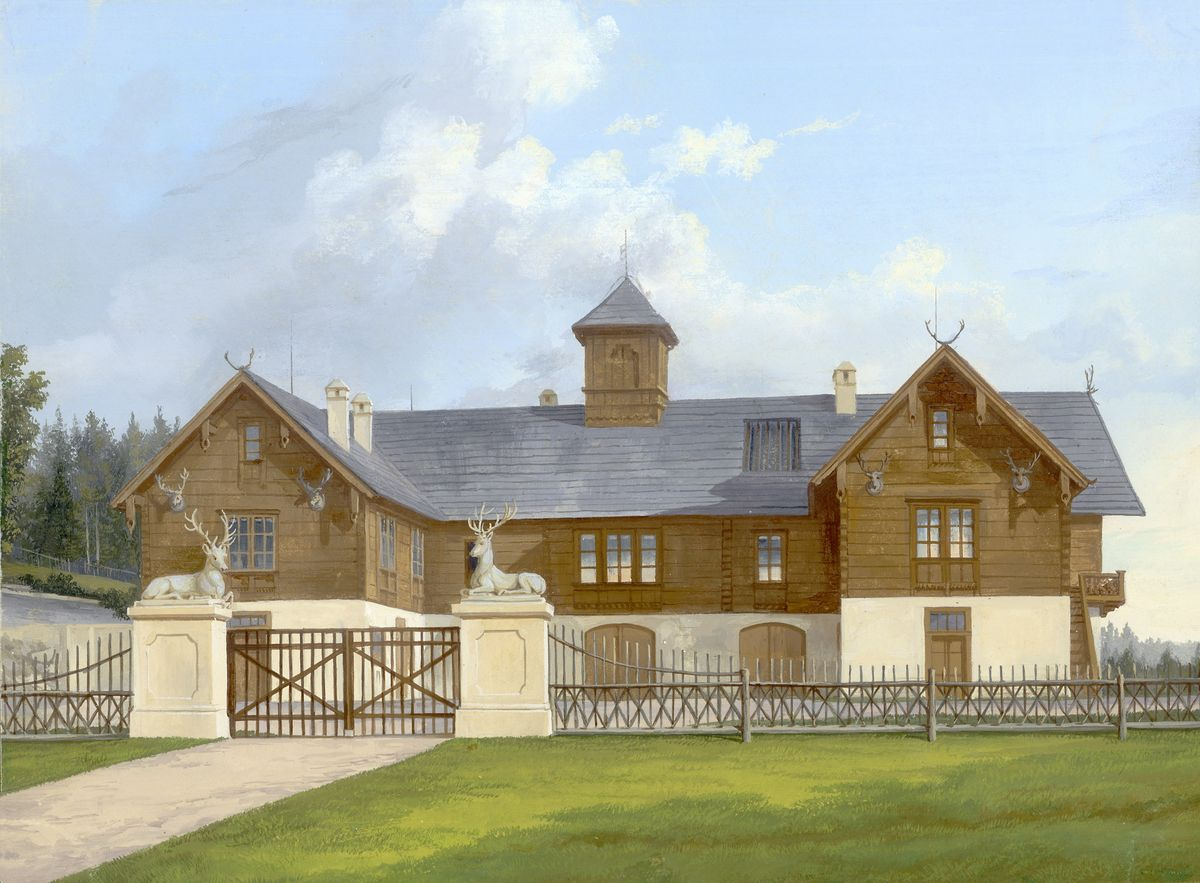
Lovecký zámeček Žofín na akvarelu A. G. Schulze

- Jiří Jan Jindřich (Georg Johann Heinrich; 2. srpna 1814 Červený Hrádek u Chomutova – 2. září 1882 Baden-Baden, pohřben v Nových Hradech) V letech 1851–1857 nechal přestavět hrad Rožmberk na rodové muzeum.
- Karel Bonaventura hrabě Buquoy-Longueval (24. 9. 1854 Vídeň – 9. 8. 1911 Vídeň, pohřben v Nových Hradech) byl syn Jiřího Jana Jindřicha Longueval-Buquoye (2. srpna 1814 Červený Hrádek u Chomutova – 2. září 1882 Baden-Baden) a Žofie Terezie z Öttingen-Öttingenu a Öttingen-Wallersteinu (6. 1. 1829 – 27. 4. 1897) a bratr Ferdinanda Marii Jindřicha. Byl velkostatkář a politik, předák konzervativní šlechty na Českém zemském sněmu. V Praze se 1. května 1878 oženil s hraběnkou Filipínou Terezií Czernin-Morzinovou (29. 11. 1858 – 6. 8. 1937).
- Ferdinand Maria Jindřich (Ferdinand Maria Heinrich; 15. září 1856 Vídeň – 27. září 1909 Šempeter pri Gorici, pohřben v Nových Hradech) byl syn Jiřího Jana Jindřicha Longueval-Buquoye (2. srpna 1814 Červený Hrádek u Chomutova – 2. září 1882 Baden-Baden) a Žofie Terezie z Öttingen-Öttingenu a Öttingen-Wallersteinu (6. 1. 1829 – 27. 4. 1897) a bratr Karla Bonaventury. Byl politik a agrární odborník. V letech 1904–1906 ministr zemědělství. V Badenu u Vídně se 30. srpna 1882 oženil s Henriettou Cappy (19. ledna 1857 Pešt, Budapešť – 13. dubna 1929 Nové Hrady)

## Erb
Zjednodušeně: v červeném poli se nachází modrobílý vzor v podobě zvonečků (v heraldice nazývaný popelčina, nejde o barvu, ani o kov, nýbrž o kožešinu - kožku z  vačice-popelky, nesprávně nazývané popelavá veverka). Podrobně: v červeném štítě tři šikmá modrá břevna (od pravé horní k levé dolní straně) vyložená bílou popelčinou, nad středním nahoře malý stříbrný křížek. Klenotem je z korunované přilby na červenobílé žerdi se zlatým hrotem červený, bíle lemovaný prapor se třemi břevny jako na štítě. Přikryvadla jsou červenomodré. Ke kompletnímu erbu ještě patří dva červení draci (gryfové) jako štítonoši a francouzská devíza Dieu et mon roi (Bohu a mému králi).

## Příbuzenství
Rod hrabat z Buquoy se příbuzensky spojil s mnoha českými i jinými rody, např.: Kinskými z Vchynic a Tetova, Morziny, Černíny, Öttingeny, Roggendorfy a dalšími.